# Liste der denkmalgeschützten Objekte in Haselsdorf-Tobelbad
Die Liste der denkmalgeschützten Objekte in Haselsdorf-Tobelbad enthält die 6 denkmalgeschützten, unbeweglichen Objekte der Gemeinde Haselsdorf-Tobelbad im steirischen Bezirk Graz-Umgebung.

## Denkmäler
| Foto |                 | Denkmal                                                                            | Standort                                                 | Beschreibung | Metadaten |
| ---- | --------------- | ---------------------------------------------------------------------------------- | -------------------------------------------------------- | --- | --- |
| ja   | Datei hochladen | Pfarrhof HERIS-ID: 51914 Objekt-ID: 57736                                          | Dr. Georg-Neubauer-Straße 3 Standort KG: Haselsdorf      | Beim Pfarrhof handelt es sich um ein ehemaliges kaiserliches Jagdschloss. Es stammt großteils aus dem 16. Jahrhundert. Der dreigeschoßige Bau mit Schopfwalmdach hat straßenseitig in beiden Obergeschoßen je 5 Rundpfeiler-Arkaden mit Renaissance-Kapitellen aus der 2. Hälfte des 16. Jahrhunderts. Der massige Turm an der Südwestecke trägt ein Zeltdach. | BDA-Hist.: Q38048139 Status: § 2a Stand der BDA-Liste: 2025-06-30 Name: Pfarrhof GstNr.: .67 Pfarrhof Tobelbad                                                    |
| ja   | Datei hochladen | Persönlichkeitsdenkmal für Kaiser Franz Josef I. HERIS-ID: 97844 Objekt-ID: 113712 | bei Dr. Georg-Neubauer-Straße 11 Standort KG: Haselsdorf | Der Gedenkstein weist ein Portraitrelief Kaiser Franz Josephs auf und bezieht sich auf sein 61. Regierungsjahr, d.h. auf das Jahr 1908. | BDA-Hist.: Q37770641 Status: § 2a Stand der BDA-Liste: 2025-06-30 Name: Persönlichkeitsdenkmal für Kaiser Franz Josef I. GstNr.: 1064                             |
| ja   | Datei hochladen | Bildstock HERIS-ID: 97855 Objekt-ID: 113723                                        | Haselsdorfstraße 20, in der Nähe Standort KG: Haselsdorf | | BDA-Hist.: Q37770655 Status: § 2a Stand der BDA-Liste: 2025-06-30 Name: Bildstock GstNr.: 916/3                                                                   |
| ja   | Datei hochladen | Festsaalbau HERIS-ID: 37502 Objekt-ID: 36664                                       | Haselsdorfstraße 2 Standort KG: Haselsdorf               | Der einfache, eingeschoßige Bau mit Mansarddach wurde 1731–1732 von Josef Carlone errichtet. Das Deckenfresko stammt von Franz Ignaz Flurer aus dem Jahre 1732 und wurde 1950 restauriert. Es zeigt im Mittelfeld des Spiegelgewölbes die Darstellung der durch Jupiter an die Steiermark gespendeten Heilquelle, umgeben vom Götterolymp. In den Kehlen die Wappen der landständischen Verordneten, die Eckkartuschen zeigen die vier Jahreszeiten. | BDA-Hist.: Q37975882 Status: Bescheid Stand der BDA-Liste: 2025-06-30 Name: Festsaalbau GstNr.: .64 Festsaal Haselsdorf-Tobelbad                                  |
| ja   | Datei hochladen | Kath. Pfarrkirche Unbefleckte Empfängnis HERIS-ID: 51915 Objekt-ID: 57737          | Standort KG: Haselsdorf                                  | Die Kirche wurde 1628–1630 von den Landständen erbaut, Baumeister war Bartolomeo di Bosio, die Steinmetzarbeiten wurden von Hans Mamol ausgeführt. Es ist ein achteckiger Zentralbau mit breitem laternenbekröntem Kuppelgewölbe, das durch Ochsenaugen betont wird. Das ursprüngliche Schindeldach wurde 1916 durch Blech ersetzt. Im Osten schließt ein niedriger quadratischer kreuzgratgewölbter Chor mit Dachreiter an, der mit dem Zentralraum durch einen breiten Gurtbogen verbunden ist. Im Westen gibt es einen kleinen Vorbau mit Giebel. Hochaltar und Kanzel stammen aus der Zeit um 1790. | BDA-Hist.: Q1230419 Status: § 2a Stand der BDA-Liste: 2025-06-30 Name: Kath. Pfarrkirche Unbefleckte Empfängnis GstNr.: .68 Kath. Pfarrkirche Haselsdorf-Tobelbad |
| BW   | Datei hochladen | Grabhügel beim Waldhof HERIS-ID: 67332 Objekt-ID: 80283                            | Waldhof Standort KG: Haselsdorf                          | | BDA-Hist.: Q38116392 Status: Bescheid Stand der BDA-Liste: 2025-06-30 Name: Grabhügel beim Waldhof GstNr.: 1018/16                                                |